# 高岡尞一郎のオールナイトニッポン
高岡尞一郎のオールナイトニッポン （たかおかりょういちろうのオールナイトニッポン）は、ニッポン放送の深夜番組「オールナイトニッポン」で1967年10月～1970年9月にかけて放送されていたラジオ番組。

## 概要
1967年より、現在も放送されているオールナイトニッポンの初代のひとつ。他には糸居五郎、斉藤安弘、今仁哲夫、常木建男、高崎一郎らが担当した。
オールナイトニッポンが全国ネットを開始した1970年6月30日(火)深夜には、斉藤安弘のオールナイトニッポン内にて全国ネット開始記念を放送、当時の月曜から土曜までのパーソナリティの1人として、出演している。（他の出演者は、月曜の糸居五郎、木曜の天井邦夫、金曜の今仁哲夫、土曜の亀渕昭信。）
しかし、声帯にポリープを発症したことから、ディレクターへの転進を進められたが固辞したため、降板する事となり終了した。自身も程なくニッポン放送を退社している。

## パーソナリティ
- 高岡尞一郎 （ニッポン放送アナウンサー）

## 放送時間
- 毎週水曜日 25:00 - 29:00 （木曜未明1:00 - 5:00）※1967年10月 - 1970年9月

| オールナイトニッポン 水曜 | オールナイトニッポン 水曜                                     | オールナイトニッポン 水曜 |
| ------------------------- | ------------------------------------------------------------- | ------------------------- |
| -                         | 高岡尞一郎のオールナイトニッポン 水曜 25:00 - 29:00高岡尞一郎 | 次担当高嶋秀武            |